# Оскільський регіональний ландшафтний парк
Червонооскі́льський — регіональний ландшафтний парк в Україні. Об'єкт природно-заповідного фонду Харківської області.
Розташований на території Борівського району Харківської області.
Площа — 6623 га. Статус присвоєно згідно з рішенням обласної ради від 23.12.2010 року № 56-VI. Перебуває у віданні: Борівська районна державна адміністрація, а також ДП «Куп'янське лісове господарство» (Борівське лісництво, квартал 8, 9, 12, 18—20, 22, 23, 26, 27, 32—35, 37, 50, 51, 55, 56, 60—62, 66—68, 71—73, 75—88, 90, 91, 95—97, 100, 101, 130—132, 137 — 2623 га) і Оскільське водосховище — 4000 га.

## Галерея

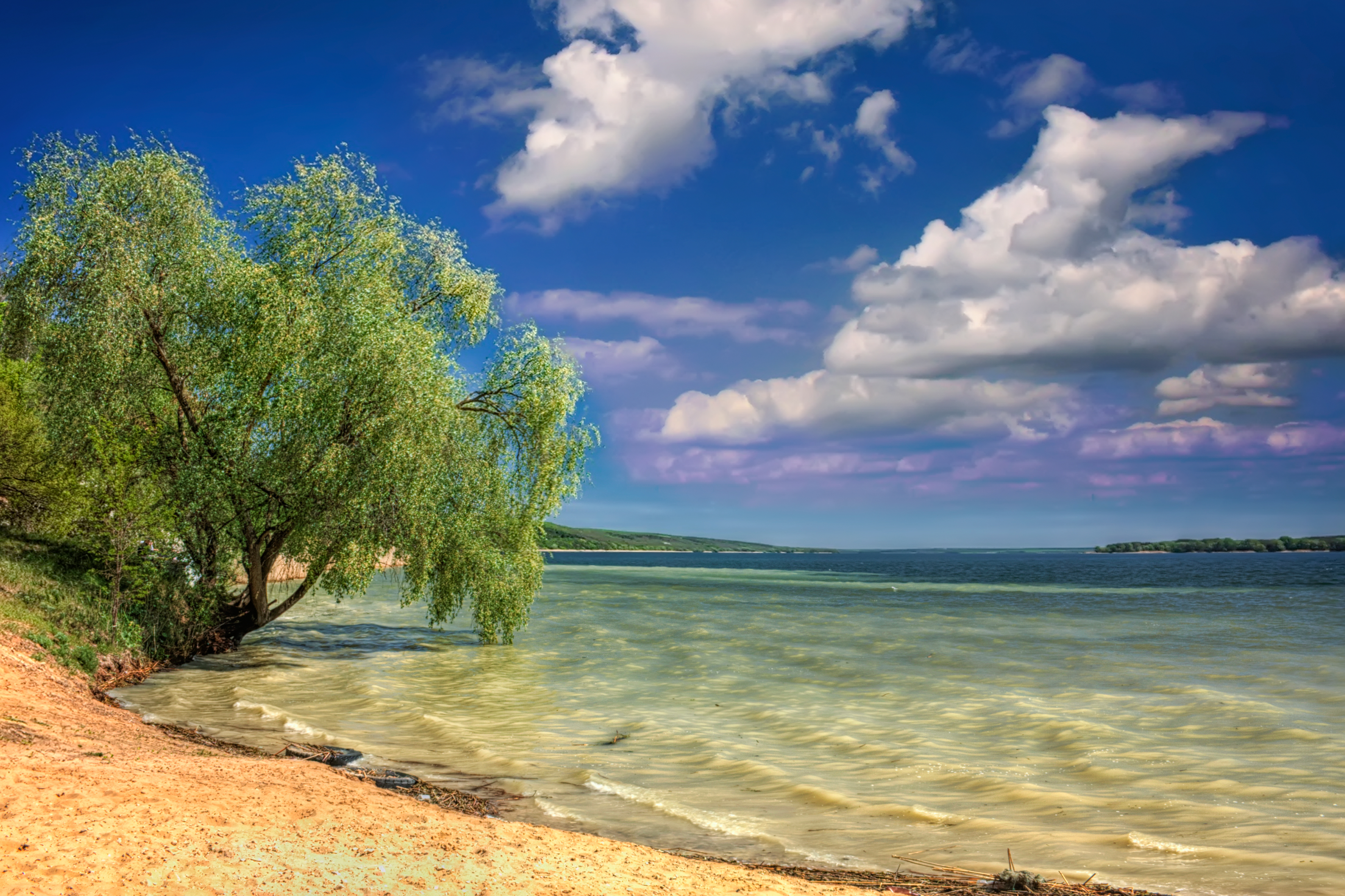
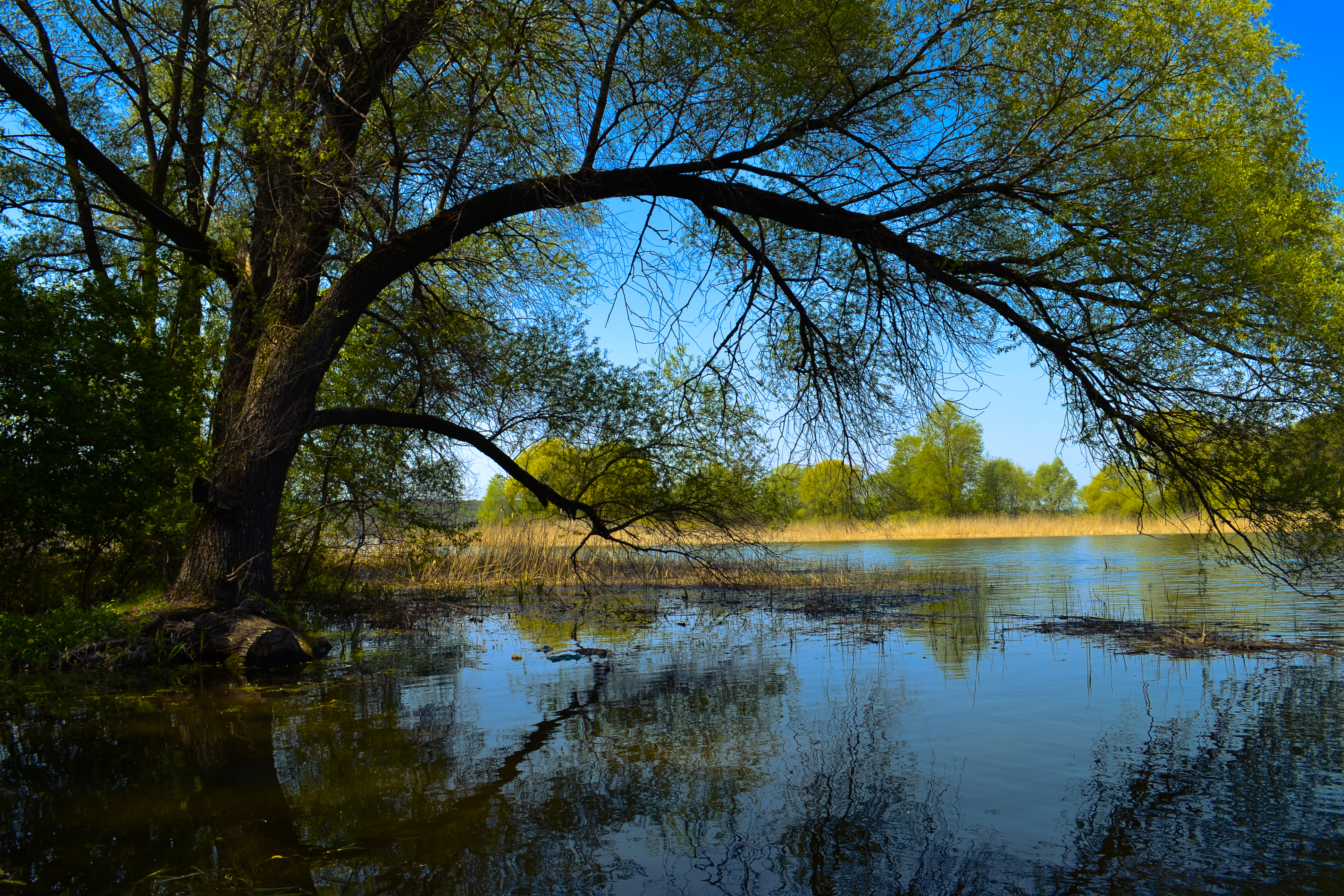
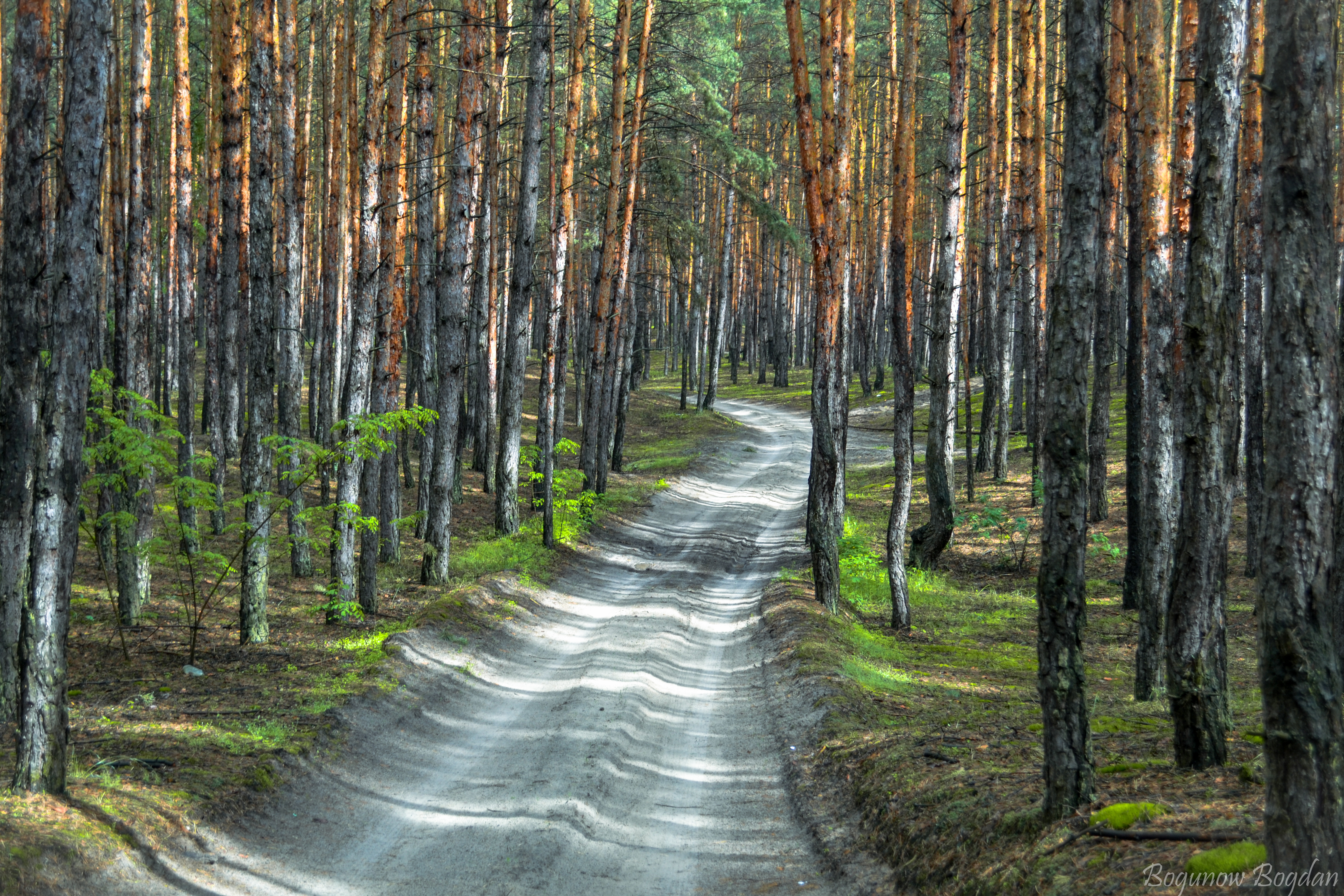
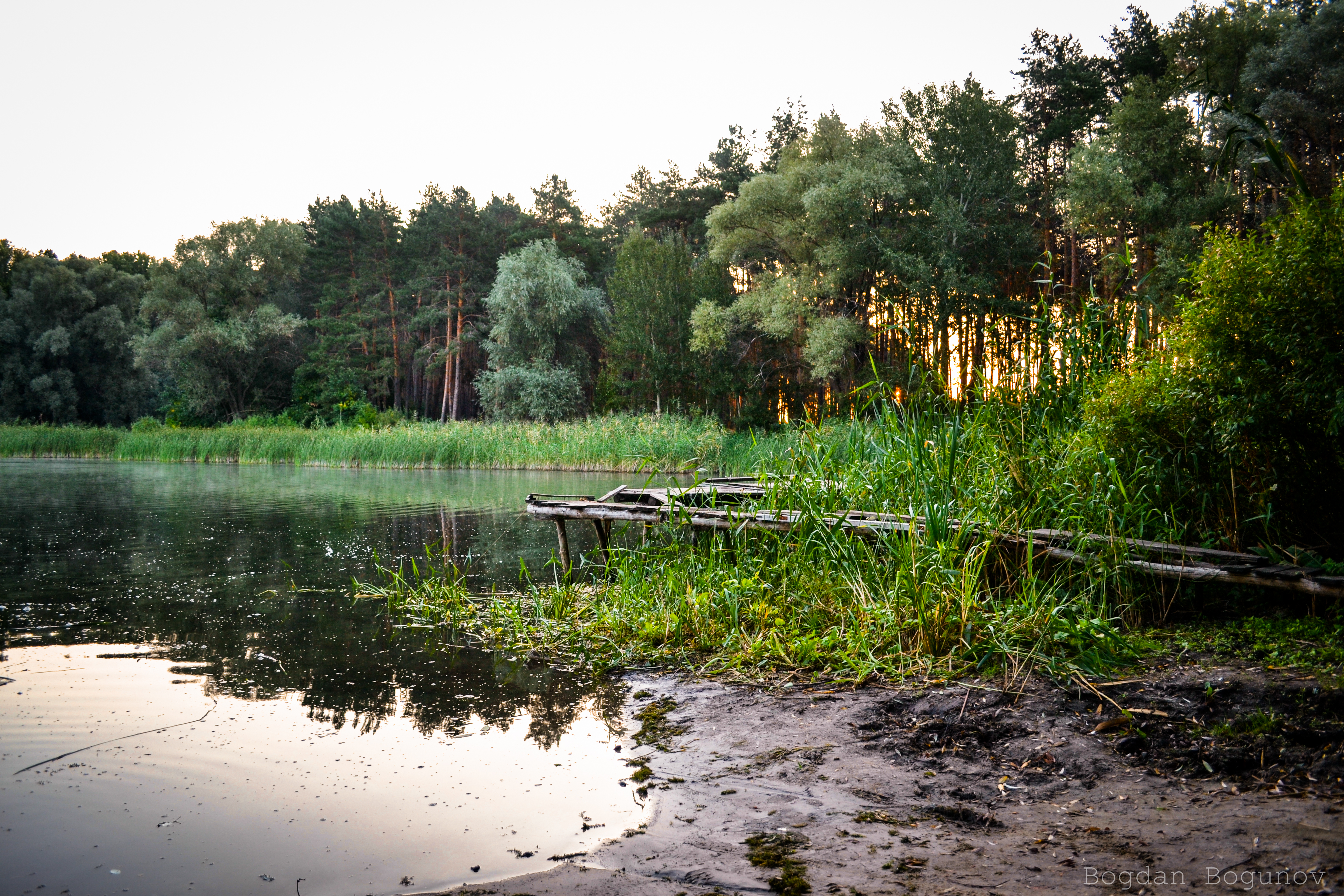
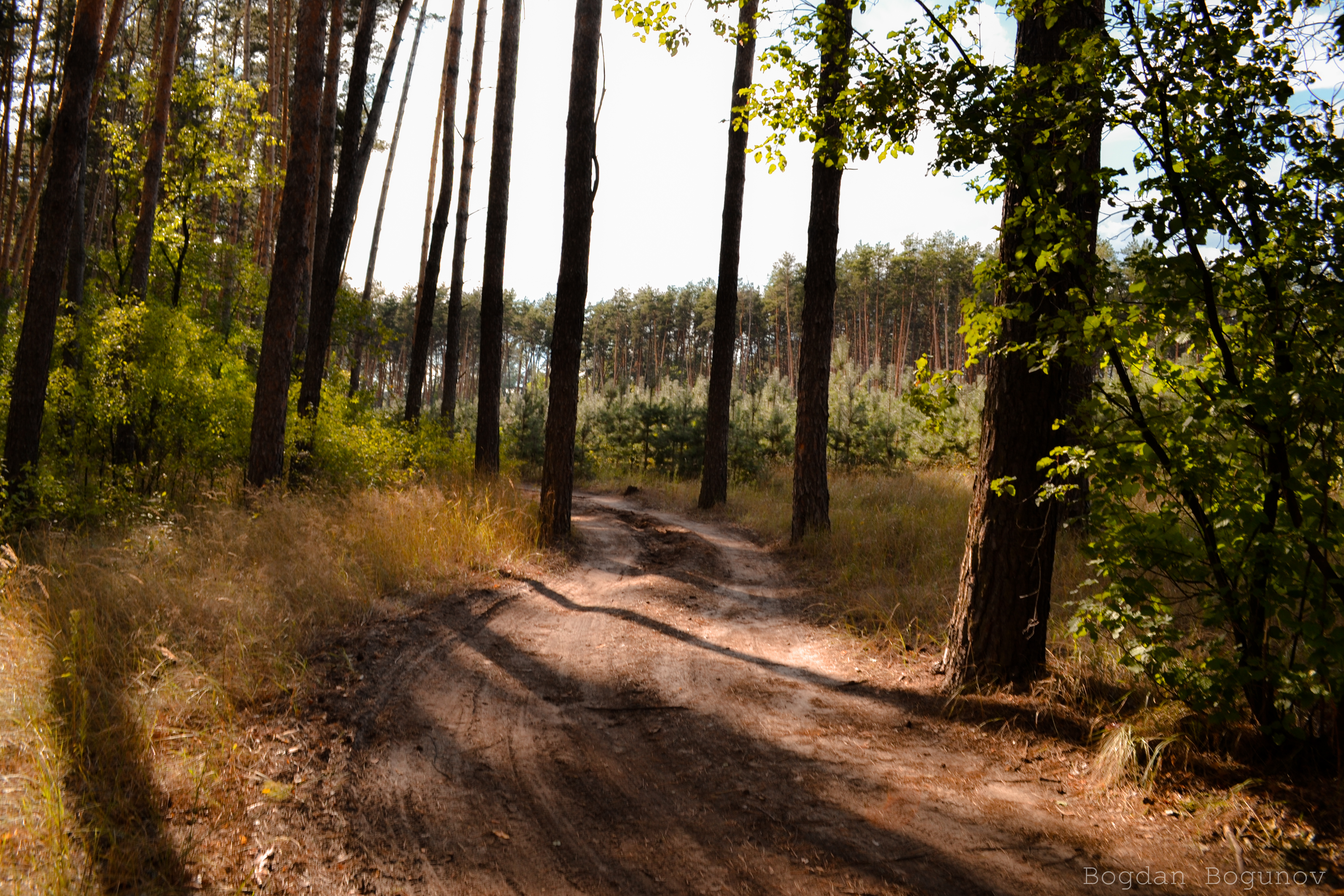
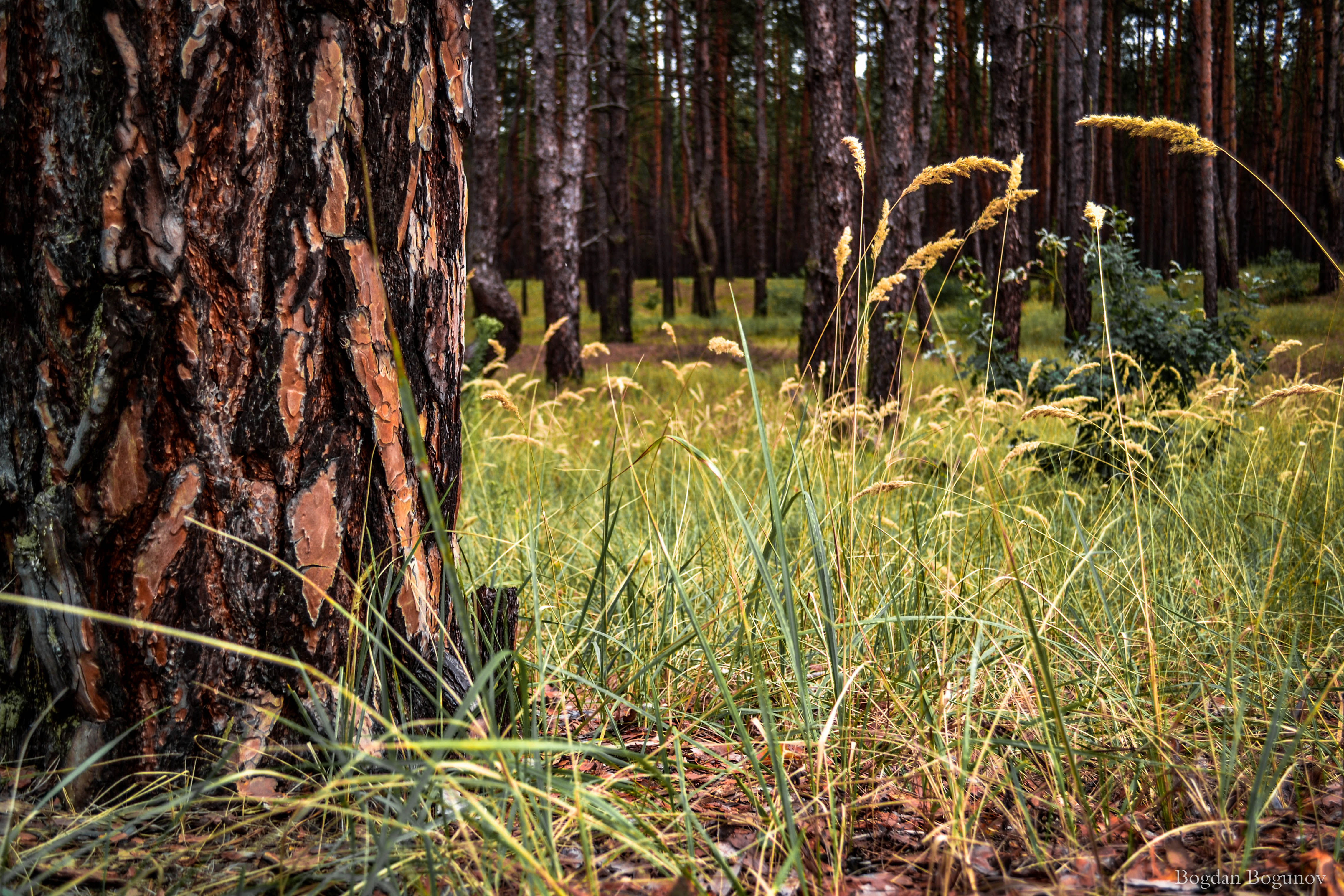
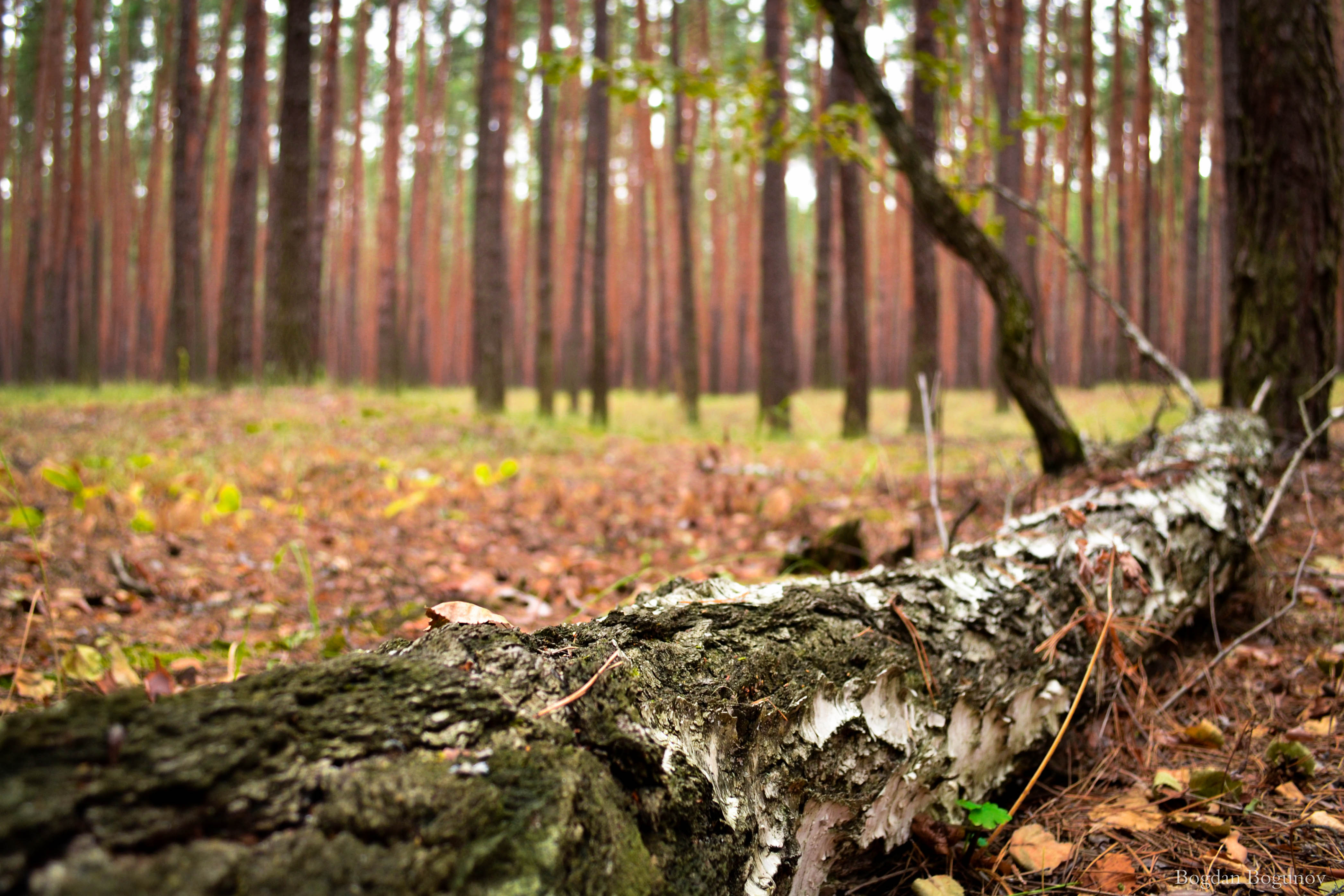
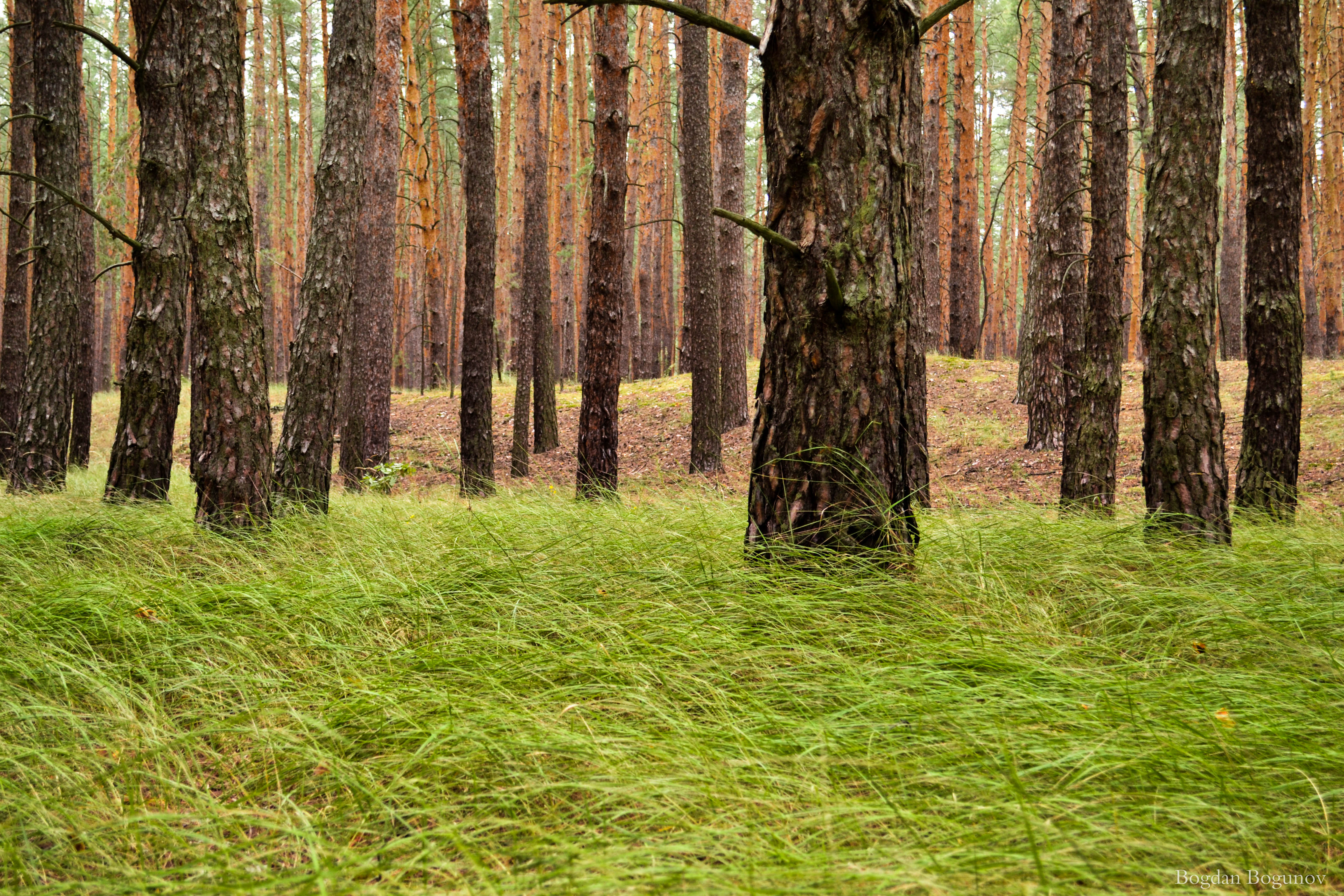